# Belakang Tangsi
Belakang Tangsi is een bestuurslaag in het regentschap Padang van de provincie West-Sumatra, Indonesië. Belakang Tangsi telt 2863 inwoners (volkstelling 2010).